# Levoča
Levoča (alemão: Leutschau; húngaro: Lőcse; polonês: Lewocza) é uma cidade da região de Prešov, na Eslováquia, perto da região de Zips. Sua população é de 14.700 habitantes.

## História
Levoča sempre foi, desde sua origem, uma cidade eslava. Após a invasão dos Tártaros cerca de 1241, a região foi ocupada pela população germânica.
A mais antiga menção de Levoča remonta a 1249 (Leucha) em uma carta de Bela IV.
Em 1271, Levoča foi a capital de Spiš para os Saxões e em 1371 foi elevada à condição de cidade real. Foi inscrita como Património Mundial da UNESCO em 28 de junho de 2009, como extensão ao sítio do Castelo de Spiš e os monumentos culturais associados.

## Demografia
| Ano:        | 1994   | 2004   | 2014   | 2024   |
| ----------- | ------ | ------ | ------ | ------ |
| Broj ljudi: | 13 548 | 14 604 | 14 783 | 13 905 |
| Razlika:    |        | +7,79% | +1,22% | -5,93% |

| Ano:               | 2023   | 2024   |
| ------------------ | ------ | ------ |
| Número de pessoas: | 13 944 | 13 905 |
| Diferença:         |        | -0,27% |

## Monumentos históricos
- Igreja Gótica de São Tiago
- Casa de Thurzo
- Porta de Košice
- Prefeitura do Século XV

## Manifestações
O primeiro final de semana de julho é uma data importante de peregrinação, consagrada à Virgem Maria.

## Transporte

### Transporte rodoviário
Levoča se situa no eixo Sul da Rota Europeia. A Estrada D1 ainda em construção, é atualmente uma estrada nacional.

### Transporte ferroviário
Levoča possui uma estação ferroviária na Linha 186, mas o tráfego de viajantes foi interrompido em 1 de fevereiro de 2003 e foi realocado para o transporte através de ônibus.

## Bairros
- Levoča
- Levočská Dolina
- Levočské Lúky
- Závada

## Cidades irmãs
Levoča é geminada com as seguintes cidades:
| Europa - Litomyšl - República Checa - Keszthely - Hungria - Stary Sącz, Kalwaria Zebrzydowska, Łańcut - Polônia |

## Galeria

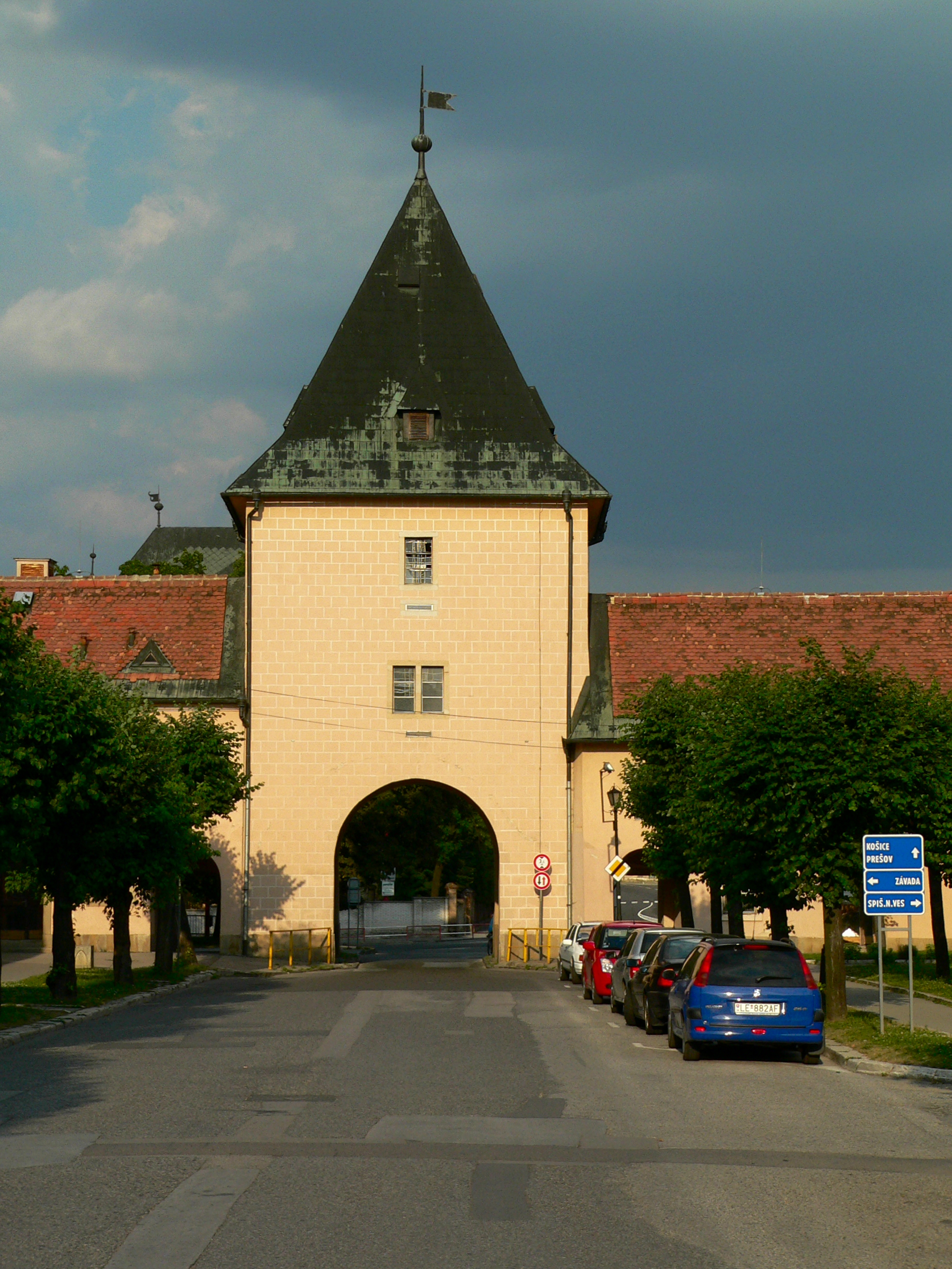
Porta de Košice
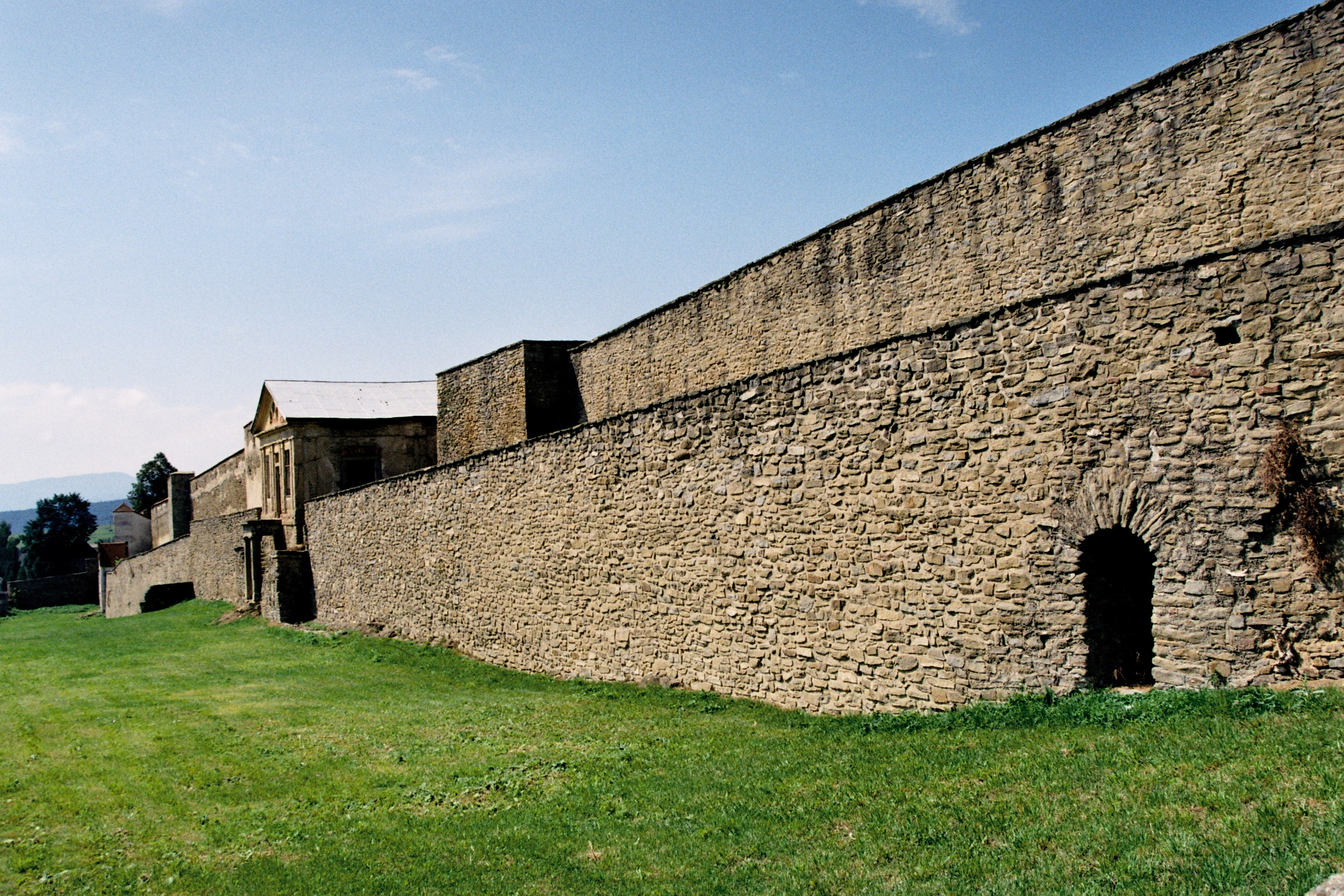
Muro de Levoča
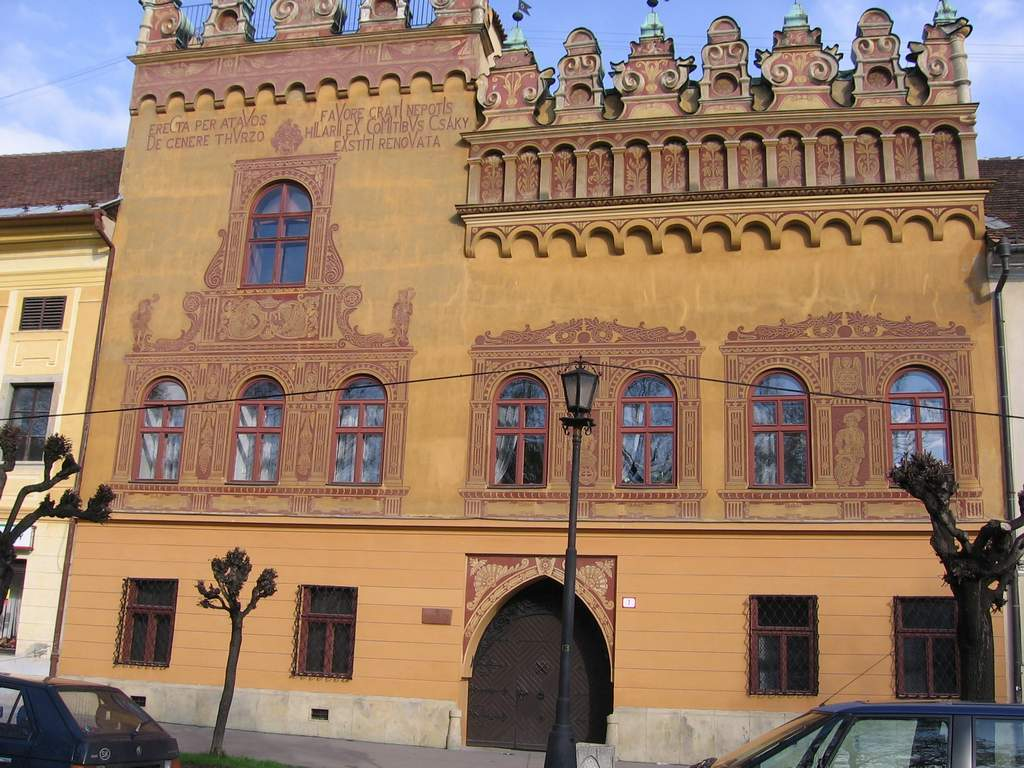
Casa de Thurzo
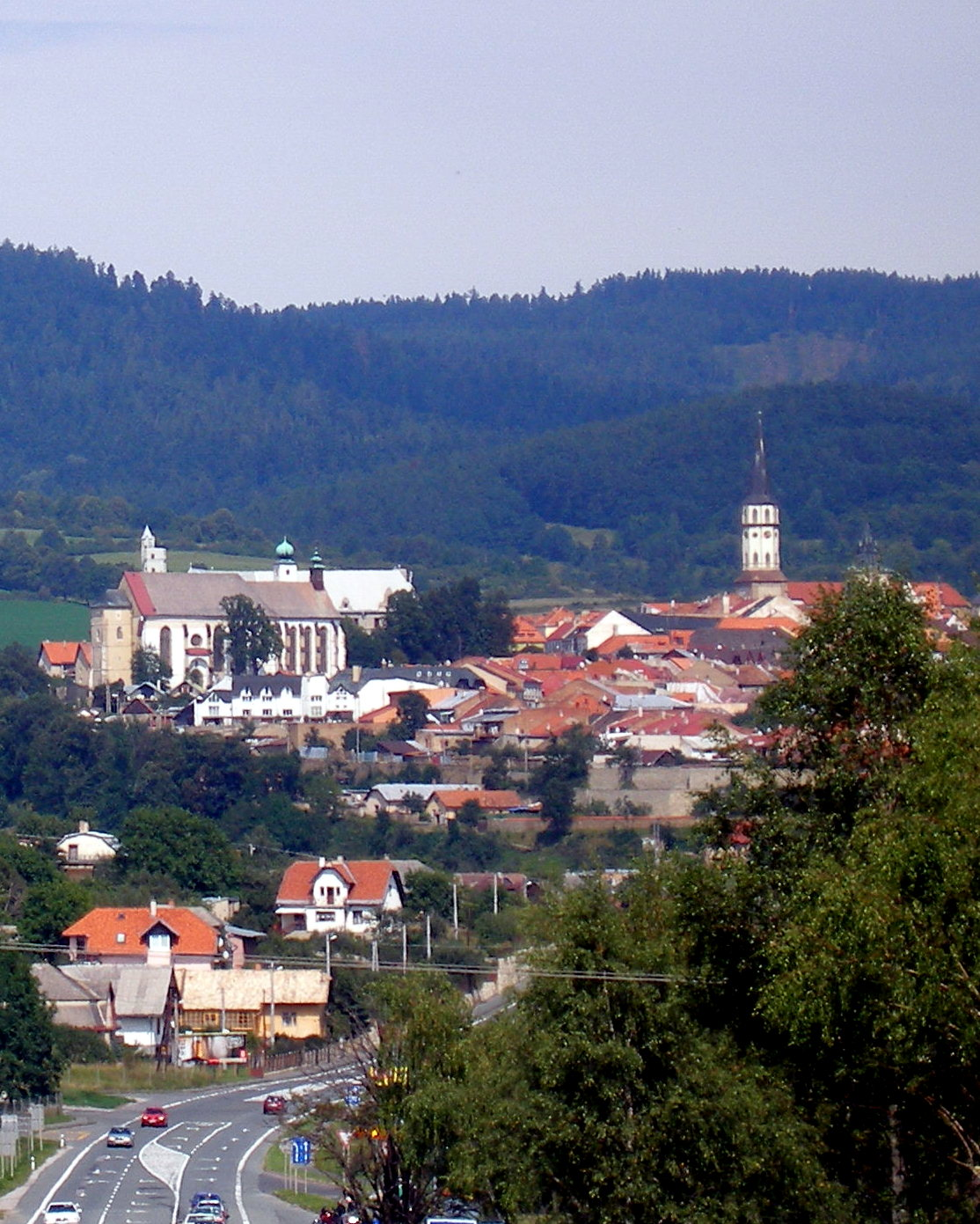
Estrada Europeia que passa por Levoča